# ألكسندر مكوين
دار أزياء بريطانية فاخرة، أسسها المصمم ألكسندر مكوين في عام 1992، والمديرة الإبداعية الحالية لها هي سارة بيرتون.

## تاريخها
أنشئت على يد المصمم ألكسندر مكوين عام 1992. مجموعة المنزل المبكرة جعلتها (والسفاحين في الموضة الانكليزيةl'enfant terrible) تثير الجدل مع لمسات صادمة، أصبحت علامة مميزة.
وبمجموعة بناطيل تحمل اسم بومسترز، ومجموعة باسم هايلاند رايب، نَظم ألكسندر ماكوين عروض مدرج فخمة، وغير تقليدية، مثل: استجمام حطام سفينة لمجموعته لربيع 2003، ولعبة الشطرنج البشرية لربيع 2005، وعرض خريف 2006، وأرامل كولودن، الذي ظهرت فيه صورة ثلاثية الأبعاد بالحجم الطبيعي للعارضة الشهيرة كيت موس. في ساحات من النسيج المموج، في المحصلة، صمم ماكوين 36 مجموعة لعلامته في لندن، متضمنةً مجموعة خريجي ماجستير. خلال الفترة التي قضاها مصممًا رئيسيًا حصل مكوين على لقب «مصمم العام البريطاني» أربع مرات بين عامي 1996 و 2003، وعين أيضًا في وحصل على لقب المصمم الدولي للعام من قبل مجلس مصممي الأزياءCBE  في عام 2003.
بنسبة 51 بالمئة من شركته، عُيّن مديرًا تنفيذيًا Gucci في ديسمبر 2000، واستحوذ
قبل إطلاق عدة متاجر في لندن وميلان ونيويورك ولوس أنجلوس ولاس فيغاس.
في 31 أكتوبر 2011، افتتح ألكسندر ماكوين أول متجر له في بكين بعرض مدرج.
بعد الاستحواذ، نُقلت عروض الأزياء الخاصة بالعلامة التجارية من لندن إلى باريس، بدءًا من مجموعة ربيع صيف 2002 مع The Dance of The Twisted Bull  في 6 أكتوبر 2001.
أطلقت ألكسندر مكوين أول مجموعة ملابس رجالية في ربيع صيف 2005، وتواصل عرض مجموعاتها خلال أسبوع الموضة في ميلانو.
أطلقت الشركة أول مجموعة نسائية لفترة ما قبل الربيع على المدرج مع مجموعتها الرجالية، في 22 يونيو 2008. ومنذ ذلك الحين، واصلت إطلاق مجموعات الرحلات البحرية، منذ ربيع 2010. أطلقت ألكسندر مكوين متجرًا على الإنترنت في الولايات المتحدة عام 2008. لاحقًا في المملكة المتحدة في عام 2010.
أعلِن عن انتحار ماكوين بعد ظهر يوم 11 فبراير 2010. في ذلك الوقت، كان على الشركة ديون قدرها 32 مليون جنيه إسترليني على الرغم من تحقيق أرباح من مبيعات حقائب اليد في عام 2008.
أصبحت سارة بيرتون التي كانت نائبة مكوين مدة 14عامًا. المديرة التنفيذية لعلامة ألكسندر مكوين بعد وفاته. استمرت الشركة في التوسع عالميًا في السنوات التالية، وتوسعت مجموعة منتجاتها أيضًا. ارتفع عدد متاجر مكوين إلى 100 متجر حول العالم بحلول عام 2020. بإيرادات تقدر بنحو  500 مليون.

## McQ
في 27 يوليو 2006، أطلقت الشركة خط انتشار منخفض السعر. يحمل الخط الجديد الملابس الجاهزة والإكسسوارات الرجالية والنسائية، وقد صممه لي ألكسندر ماكوين حصريًا، وتم SINV SpA تصنيعه وتوزيعه في جميع أنحاء العالم بوساطة... بموجب شروط اتفاقية ترخيص مدتها خمس مع ألكسندر ماكوين .
كانت مجموعة ربيع صيف 2011 هي المجموعة النهائية بالتعاون مع  SNIV SPA .
عينت بينا فيرليسي مديرة إبداعية للخط في يونيو 2010. 
بعد انتهاء العقد مع SINV SpA  مع مجموعة ربيع صيف 2011، وأعلنت العلامة التجارية في 11 أكتوبر 2010 أنها ستتولى السيطرة على خط انتشار McQ من طريق إنشاء فريق داخلي جديد مع التوجيه الإبداعي لـ Pina Ferlisi ، وبإشراف قيادة ألكسندر ماكوين المديرة الإبداعية سارة بيرتون بالنسبة للحملة الأولى للخط الذي أعيد اكتسابه، وتعاون المصور نيال أوبراين مع McQ في القيادة عبر شمال غرب أمريكا لالتقاط الصور، ما أثار موقف McQ .
في أغسطس 2011، أعلنت الشركة أنها ستطلق أول بوتيكMcQ المستقل لها في لندن في عام 2012. في نوفمبر 2011، أعلنت أن ماك كيو ستعرض في أسبوع الموضة في لندن لأول مرة في فبراير 2012، وأن بوتيك المنازل الجورجية الجديد المكون من أربعة طوابق سيخزن الملابس النسائية، والملابس الرجالية، والإكسسوارات